# Discobola parvispinula
Discobola parvispinula là một loài ruồi trong họ Limoniidae. Chúng phân bố ở miền Cổ bắc.